# أرني شوكلي
أرني شوكلي (بالإنجليزية: Arnie Shockley)‏ هو لاعب كرة قدم أمريكية أمريكي، ولد في 31 أغسطس 1903 في تكساس في الولايات المتحدة، وتوفي في 27 أبريل 1988.